# 60 meter (atletiek)
De 60 m (60 meter) is in de atletiek de kortste officiële sprintafstand voor volwassenen. Het nummer maakt traditioneel onderdeel uit van het winterseizoen, wanneer de wedstrijden plaatsvinden in zogenaamde indoorhallen. Een indoor atletiekbaan bestaat uit een ring van 200 meter lang, waarbij er op het middenterrein een apart stuk is aangelegd speciaal voor de sprint- en hordenafstanden. Bij de start van de 60 m sprint wordt gebruikgemaakt van startblokken. Wedstrijdatleten lopen over het algemeen op spikes.

## Top tien aller tijden

### Mannen
| Rang | Tijd | Atleet            | Land | Datum            | Plaats      |
| ---- | ---- | ----------------- | ---- | ---------------- | ----------- |
| 1.   | 6,34 | Christian Coleman | USA  | 18 februari 2018 | Albuquerque |
| 2.   | 6,39 | Maurice Greene    | USA  | 3 februari 1998  | Madrid      |
| 3.   | 6,40 | Ronnie Baker      | USA  | 18 februari 2018 | Albuquerque |
| 4.   | 6,41 | Andre Cason       | USA  | 14 februari 1992 | Madrid      |
| 4.   | 6,41 | Marcell Jacobs    | ITA  | 19 maart 2022    | Belgrado    |
| 6.   | 6,42 | Dwain Chambers    | GBR  | 7 maart 2009     | Turijn      |
| 6.   | 6,42 | Su Bingtian       | CHN  | 3 maart 2018     | Birmingham  |
| 6.   | 6,42 | Trayvon Bromell   | USA  | 10 februari 2023 | Clemson     |
| 6.   | 6,42 | Ackeem Blake      | JAM  | 25 februari 2023 | Kingston    |
| 10.  | 6,43 | Tim Harden        | USA  | 7 maart 1999     | Maebashi    |
| 10.  | 6,43 | Noah Lyles        | USA  | 17 februari 2024 | Albuquerque |

Bijgewerkt: 11 juni 2024

### Vrouwen
| Rang | Tijd | Atleet                 | Geboortejaar | Land | Datum            | Plaats      |
| ---- | ---- | ---------------------- | ------------ | ---- | ---------------- | ----------- |
| 1.   | 6,92 | Irina Privalova        | 1968         | RUS  | 11 februari 1993 | Madrid      |
| 2.   | 6,94 | Aleia Hobbs            | 1996         | USA  | 18 februari 2023 | Albuquerque |
| 2.   | 6,94 | Julien Alfred          | 2001         | LCA  | 11 maart 2023    | Albuquerque |
| 4.   | 6,95 | Gail Devers            | 1966         | USA  | 12 maart 1993    | Toronto     |
| 4.   | 6,95 | Marion Jones           | 1975         | USA  | 7 maart 1998     | Maebashi    |
| 6.   | 6,96 | Merlene Ottey          | 1960         | JAM  | 14 februari 1992 | Madrid      |
| 6.   | 6,96 | Ekateríni Thánou       | 1975         | GRE  | 7 maart 1999     | Maebashi    |
| 6.   | 6,96 | Mujinga Kambundji      | 1992         | SUI  | 18 maart 2022    | Belgrado    |
| 9.   | 6,97 | LaVerne Jones-Ferrette | 1981         | ISV  | 6 februari 2010  | Stuttgart   |
| 9.   | 6,97 | Murielle Ahouré        | 1987         | CIV  | 2 maart 2018     | Birmingham  |

Bijgewerkt: 3 november 2023

## Continentale records
| Continent                | Geslacht | Prestatie | Atleet                 | Land | Datum            | Plaats           |
| ------------------------ | -------- | --------- | ---------------------- | ---- | ---------------- | ---------------- |
| Afrika                   | M        | 6,45      | Leonard Myles-Mills    | GHA  | 20 februari 1999 | Colorado Springs |
| Afrika                   | V        | 6,97      | Murielle Ahouré        | CIV  | 2 maart 2018     | Birmingham       |
| Noord- en Midden-Amerika | M        | 6,34 (WR) | Christian Coleman      | USA  | 18 februari 2018 | Albuquerque      |
| Noord- en Midden-Amerika | V        | 6,94      | Aleia Hobbs            | USA  | 18 februari 2023 | Albuquerque      |
| Noord- en Midden-Amerika | V        | 6,94      | Julien Alfred          | LCA  | 11 maart 2023    | Albuquerque      |
| Zuid-Amerika             | M        | 6,52      | José Carlos Moreira    | BRA  | 13 februari 2009 | Parijs           |
| Zuid-Amerika             | V        | 7,14      | Vittoria Cristina Rosa | BRA  | 18 maart 2022    | Belgrado         |
| Azië                     | M        | 6,42      | Su Bingtian            | CHN  | 3 maart 2018     | Birmingham       |
| Azië                     | V        | 7,09      | Susanthika Jayasinghe  | SRI  | 7 februari 1999  | Stuttgart        |
| Europa                   | M        | 6,41      | Marcell Jacobs         | ITA  | 19 maart 2022    | Belgrado         |
| Europa                   | V        | 6,92 (WR) | Irina Privalova        | RUS  | 11 februari 1993 | Madrid           |
| Europa                   | V        | 6,92 (WR) | Irina Privalova        | RUS  | 9 februari 1995  | Madrid           |
| Oceanië                  | M        | 6,52      | Matthew Shirvington    | AUS  | 7 maart 1999     | Maebashi         |
| Oceanië                  | V        | 7,13      | Zoe Hobbs              | NZL  | 18 maart 2022    | Belgrado         |

Bijgewerkt tot 3 november 2023

## Wereldrecordontwikkeling

### Mannen
| Tijd (s) | Naam              | Nationaliteit | Datum      | Plaats       |
| -------- | ----------------- | ------------- | ---------- | ------------ |
| 6,50     | Lee McRae         | USA           | 07.03.1987 | Indianapolis |
| 6,48     | Leroy Burrell     | USA           | 13.02.1991 | Madrid       |
| 6,45     | Andre Cason       | USA           | 29.01.1992 | Ghent        |
| 6,41     | Andre Cason       | USA           | 14.02.1992 | Madrid       |
| 6,41     | Maurice Greene    | USA           | 01.02.1998 | Stuttgart    |
| 6,39     | Maurice Greene    | USA           | 03.02.1998 | Madrid       |
| 6,39     | Maurice Greene    | USA           | 03.03.2001 | Atlanta      |
| 6,37     | Christian Coleman | USA           | 19.01.2018 | Clemson      |
| 6,34     | Christian Coleman | USA           | 18.02.2018 | Albuquerque  |

### Vrouwen
| Tijd (s) | Naam            | Nationaliteit | Datum      | Plaats |
| -------- | --------------- | ------------- | ---------- | ------ |
| 7,00     | Nelli Cooman    | NED           | 23.02.1986 | Madrid |
| 6,96     | Merlene Ottey   | JAM           | 14.02.1992 | Madrid |
| 6,92     | Irina Privalova | RUS           | 11.02.1993 | Madrid |
| 6,92     | Irina Privalova | RUS           | 09.02.1995 | Madrid |